# Barbro Mentzer
Barbro Mentzer, född 2 januari 1944 i Göteborgs Kristine församling, är en svensk konstnär och tecknare.
Barbro Mentzer är utbildad vid Konstindustriella skolan och Valands konstskola. Hon har gjort offentliga utsmyckningar till Sahlgrenska sjukhuset, Gunnareds sjukhem och Liflhagens sjukhus, alla i Göteborg, samt Vårdcentralen i Kungälv och SJ:s lokdriftstation i Nässjö. Hennes verk finns representerade vid Göteborgs konstnämnd och Borås stads samlingar.
Hon är sedan 1988 gift med dramatikern Bengt Bratt (född 1937).